# La vita è sogno
La vita è sogno (titolo originale: La vida es sueño) è un dramma filosofico-teologico in tre atti e in versi scritto nel 1635 da Pedro Calderón de la Barca (1600-1681).

## Soggetto
L'opera di Calderón ha come protagonista un personaggio che avverte con sgomento la futilità di ogni esperienza umana. L'intera esistenza è sogno, caratterizzata quindi da illusorietà, fugacità del tempo, vanità delle cose terrene. L'unica realtà possibile è la morte, che svela all'uomo la vera natura dell'esistenza, cioè l'illusorietà, e quindi l'inconsistenza del mondo. 
Per queste idee l'opera teatrale è emblematica del clima culturale dell'età barocca ed è un'opera fondamentale della letteratura barocca europea.

## Trama

### Primo atto
In un'immaginaria Polonia, vive un verosimile re, Basilio, esperto di astrologia. Alla nascita del figlio Sigismondo, egli prevede che questi diventi un principe sanguinario e tiranno, e per evitarlo lo fa rinchiudere in una torre. Sigismondo è custodito da Clotaldo, il fido del re, dal quale riceve la sua unica educazione sul mondo esterno che non ha mai avuto modo di vedere con i suoi occhi. All'inizio del dramma compaiono Rosaura, figlia di Clotaldo, e il suo servo Clarino: Clotaldo non conosce la figlia in quanto aveva abbandonato la moglie prima che la bambina nascesse, e riconoscerà la giovane per mezzo di una spada che Rosaura gli consegnerà.
Rosaura e Clarino si avvicinano alla torre, illuminata da una fioca luce, dove è rinchiuso Sigismondo. Quest'ultimo, inferocito per essere stato sorpreso, minaccia di ucciderla ma interviene Clotaldo che chiama immediatamente le guardie e fa arrestare i due intrusi. Intanto, il re Basilio decide di mettere il figlio alla prova dandogli la possibilità di cambiare il suo destino. Fa dunque somministrare a Sigismondo un sonnifero e durante il sonno lo fa trasportare a corte.

### Secondo atto
Nel secondo atto si vede Sigismondo alla reggia, attonito tra i musici che suonano, e i servi che lo vestono. Clotaldo intanto gli racconta la verità e la necessità di afferrarsi a se stesso, spinge Sigismondo a manifestare la sua natura di essere non fondamentalmente cattivo, ma di individuo abbandonato a se stesso, vissuto lontano dalla civiltà. Così Sigismondo, che ora vuole vendicarsi di tutto e di tutti, si comporta in modo superbo e tirannico. Solamente davanti a Rosaura, che è stata condotta a corte dal padre, egli si calma restando estasiato dalla sua bellezza.
Basilio deve prendere atto che Sigismondo è veramente il mostro che gli astri avevano profetizzato, così lo addormenta nuovamente e lo fa ricondurre in prigione. Risvegliatosi nella prigione, Sigismondo deve ammettere che ha sognato, ma l'evidenza di quel sogno, tanto simile alla realtà, fa nascere in lui una certa confusione tra il sogno e la realtà, risolvendosi infine nella certezza d'una verità superiore che diventerà regola per la sua vita futura: tutta la vita è un sogno.

### Terzo atto
Nel terzo atto, alla notizia che al trono sono stati designati Astolfo e Stella, il popolo insorge in favore di Sigismondo e lo acclama re. Sigismondo viene liberato dal popolo che lo vuole re e si oppone al governo di Astolfo. Avviene una battaglia, Sigismondo vince, cattura Astolfo, Clotaldo e suo padre Basilio. Quest'ultimo decide di arrendersi al destino, ma Sigismondo lo risparmia perché ha capito che né nella vita né nel sogno vale la pena di rovinare la felicità dell'uomo tanto essa è sfuggente e labile. Sposa Stella e prende le redini del regno. Astolfo sposerà Rosaura.